# Triumfetta digitata
Triumfetta digitata là một loài thực vật có hoa trong họ Cẩm quỳ. Loài này được (Oliv.) Sprague & Hutch. miêu tả khoa học đầu tiên năm 1909.